# 1257
1257 (MCCLVII) a fost un an obișnuit al calendarului iulian.

## Evenimente
- Berke, noul han al Hoardei de Aur, se convertește la Islam.
- Florența distruge parte din zidurile și fortificațiile orașului Pistoia, condus de ghibelini.
- Începe al doilea război dintre Veneția și Genova ("Războiul Sfântului Sabbas"), desfășurat în apele Levantului.
- Începe "Marele Interregnum" în Imperiul romano-german, în urma alegerii concomitente a doi împărați: Richard de Cornwall și Alfonso al X-lea al Castiliei (până la 1272).
- Mongolii cuceresc nordul Vietnamului; regele statului Annam se supune mongolilor.
- Regele Alfonso al III-lea al Portugaliei recucerește Faro din mâinile maurilor.
- Regele Boleslav al IV-lea al Poloniei reconstruiește Cracovia, distrusă la 1241 de către tătari.

## Arte, științe, literatură și filozofie
- Matei de Paris, cronicar englez, scrie Chronica majus, la curtea regelui Henric al III-lea al Angliei.
- Robert de Sorbon fondează Colegiul Sorbona, în Paris.
- Se deschide școala de gramatică de la Aberdeen, în Scoția.

## Nașteri
- 14 octombrie: Przemysł al II-lea, viitor rege al Poloniei (d. 1296)
- Sancho al IV-lea, viitor rege al Castiliei și Leonului (d. 1295)

## Decese
- 15 august: Iachint de Cracovia, sfânt polonez (n. ?)
- 24 decembrie: Ioan I, conte de Hainaut (n. 1218)

## Înscăunări
- 17 mai: Richard de Cornwall, la Aachen, ca rege al Germaniei; în dispută cu Alfons al X-lea, regele Castiliei, controversata conducere la „Marele interregnum” (până la 1272).
- Berke han al Hoardei de Aur (până la 1266).
- Guglielmo Boccanegra, „căpitan al poporului” la Genova (până la 1262).